# Coivaras
Coivaras är en kommun i Brasilien.   Den ligger i delstaten Piauí, i den östra delen av landet, 1 300 km nordost om huvudstaden Brasília. Antalet invånare är 3 811.
Omgivningarna runt Coivaras är huvudsakligen savann. Runt Coivaras är det mycket glesbefolkat, med 6 invånare per kvadratkilometer.